# 雑誌

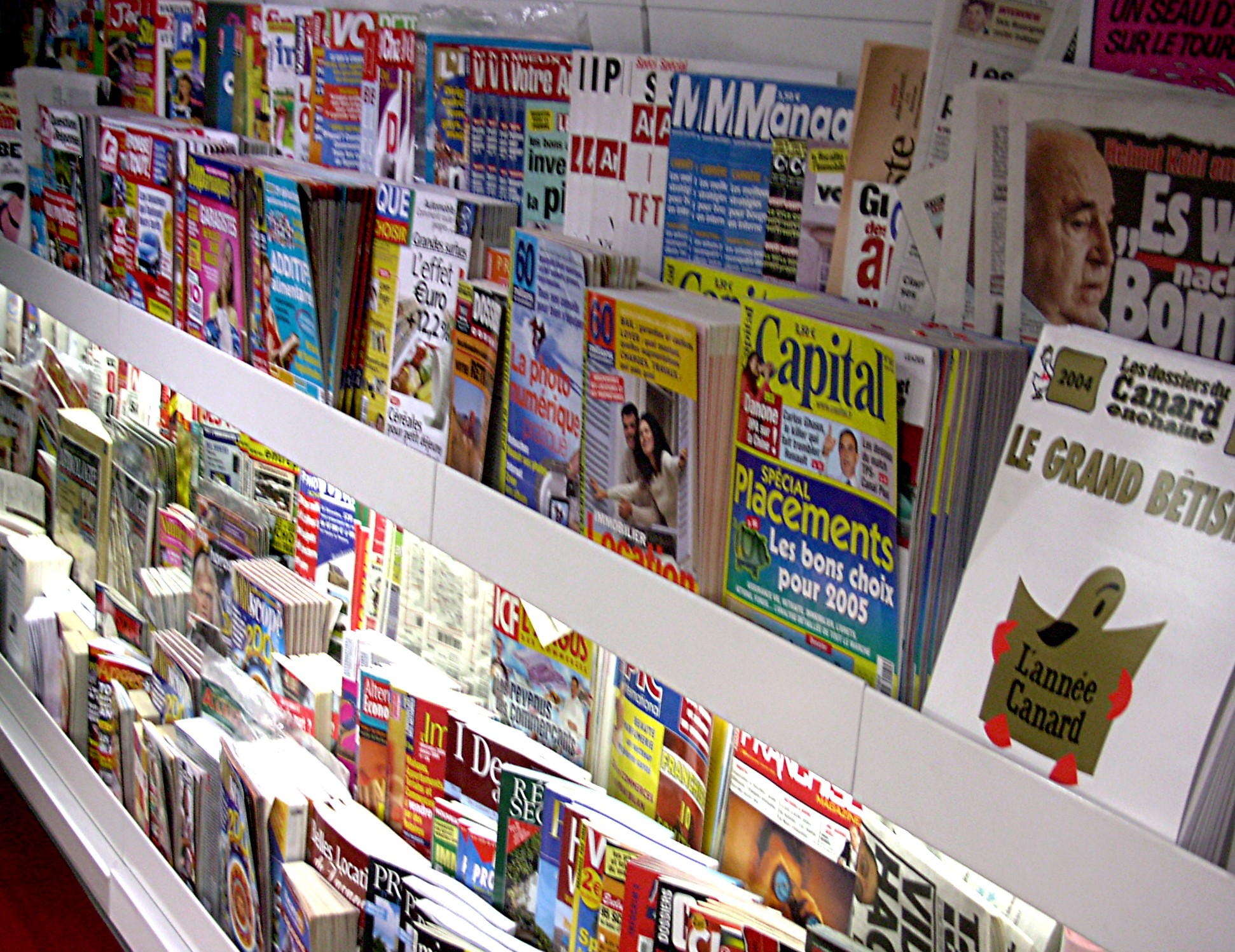
書店の書棚に並ぶ雑誌（フランス・フォルバッハ）

雑誌（ざっし、英語: magazine）は、逐次刊行物であり、定期刊行物である出版物の一種。
一般に流通している、漫画・小説を含む娯楽雑誌だけではなく、報道、それらを包含した総合雑誌、各種の趣味雑誌や専門雑誌、学術研究誌や官公庁誌なども含めた様々なジャンルに存在する。
広義の本のうち雑誌は、単行本を中心とする書籍・図書と並ぶ二大情報源である。

## 特徴
雑誌の特徴としては以下のことが挙げられる。
- 週刊、月刊、隔月刊、季刊、年刊などのように定期的に刊行される。
- 一定の編集者と読者を持つ。
- 複数の記事が一定の編集方法の元に同時に掲載されている。
- 仮綴じ冊子の形態をとることが多い。

こうした特徴により、速報性の点で日刊新聞には及ばないが、書籍・図書よりは優位にある。また書籍・図書に比べて刊行が容易であり、書籍・図書として発行するには難しい狭い専門分野の情報や娯楽情報の提供などに利用されている。
雑誌と書籍の中間的な存在としてムックがあり、流通上は雑誌として扱われている。

## 創刊と休刊・廃刊
雑誌の刊行を始めることを「創刊」（第1号は「創刊号」）、刊行の中断は「休刊」、終了は「廃刊」と呼ぶ。休刊と称していても、実際には復刊せずそのまま廃刊となることも多い。
長期にわたって大部数で刊行が続く雑誌もあれば、流行の変化や出版不況などを背景に休廃刊したり、紙媒体ではなくオンライン配信に移行したりする雑誌もある。

## 日本の雑誌の号数と発売日の関係
日本の雑誌では、過去には雑誌によって号数の表記基準が異なり、中には実際の発売時期より数か月先の号数を表記する雑誌も現れるなどして、書店・読者の混乱を招いた。このため1986年11月に日本雑誌協会が制定した自主規程「雑誌作成上の留意事項」により、以下の範囲で発売日より先の日付・号数も付けることができるように決められた。その結果、現在は雑誌の新しさを演出するために発売日よりも前倒しで表記する雑誌が多い。なお発売日と同じ号数を表記しても構わない。
- 週刊誌 - 発売日から15日先までの月日
- 旬刊誌・隔週刊誌・月2回刊誌 - 発売日から1か月先までの月日
- 月刊誌・隔月誌 - 16日発売以降は、2か月先までの月（45日先まで）

## 委託扱いの日本の雑誌の返本
- 週刊誌 - 発売日から45日（増刊号は60日）
- 月二回刊行誌・隔週誌・月刊誌 - 発売から90日
- 隔月誌 - 発売から120日
- ムック・コミックス - 返品義務なし

通常雑誌コードの下に
L-mm/dd
と表示されており発売年（年末の場合は翌年）のmm月dd日にまでが期限という意味である。しかし、大規模ではない書店では通常バックナンバーを保存する余裕がないため、新号発売前日の夜には全て回収され、箱詰めうえ翌朝に新号を納本にきた出版取次業者に渡されることが多い。

## 歴史
雑誌は、百科事典の誕生と同様、新しい知識や情報、視点を広く一般に開示、紹介するものとして出発した。世界で最初の本格的な雑誌は1665年にフランスのパリで創刊された『ジュルナル・デ・サバン』（Journal des sçavans）と、同年にイギリスのロンドンで創刊された『フィロソフィカル・トランザクションズ』（The Philosophical Transactions）だと言われている。初めて「magazine」の語を使用したのは1731年にロンドンで創刊された『ジェントルマンズ・マガジン』（The Gentleman's Magazine）である。日本で最初の本格的な雑誌は、1867年（慶応3年）10月に洋学者の柳河春三が創刊した『西洋雑誌』だと言われ、「magazine」の訳語に「雑誌」を用いている。総合雑誌としては『明六雑誌』が初となる。

## 種類
一般誌
市販目的の雑誌全般を指し、その範囲は極めて広い（#一般誌の分類）。刊行頻度としては週刊から季刊程度までの間にほとんどが納まり、月刊のものが最も多い。
商業誌
商業出版社が営利を主な目的として発行するもの。一般誌のほか、学術雑誌のうち商業出版されているもの等も含む。
学術雑誌
学術論文を主として掲載。自然科学分野では特に重要なメディアとなっている。
官公庁誌
中央官庁や地方公共団体によって刊行されるもの。一部は市販もされるが、一般の出版取次には乗らないものが多い。
団体・協会誌
多くが会員への配布を目的とし、市販されない。機関紙（機関誌）を参照。
同人誌
同好者が自身の作品を発表するために発行するもの（同人誌の中には、シリーズ化や定期刊行がなされず、「雑誌」とは言えない刊行物も含まれる）。
企業誌
PR誌、社内報、技報など。

## 一般誌の分類
- 総合誌
  - 総合月刊誌
  - 総合週刊誌（男性週刊誌）
    - 実話誌

  - 写真週刊誌
  - 女性週刊誌
- 専門雑誌
  - 文芸雑誌
    - 小説誌

  - 経済誌（ビジネス誌）
  - 科学誌
    - 天文雑誌
    - 医療雑誌

  - パソコン雑誌
  - 歴史雑誌
- 趣味・娯楽
  - ファッション雑誌
  - 漫画雑誌
  - スポーツ雑誌
    - サッカー専門誌
    - バスケットボール専門誌

  - 模型雑誌
  - ゲーム雑誌
  - アニメ雑誌
  - 自動車雑誌
  - オートバイ雑誌
  - カメラ雑誌
  - 鉄道雑誌
  - 音楽雑誌
  - 旅行雑誌
- 情報誌
  - 業界地図
  - テレビ情報誌
  - FM情報誌
  - 求人情報誌
  - タウン情報誌
  - パチンコ・パチスロ情報誌
  - 映画情報誌
- 子供誌
  - 少年雑誌
    - 学年誌

### 「雑誌ジャンル・カテゴリー区分」による分類
日本雑誌広告協会雑誌分類認定委員会が定めた、「雑誌ジャンル・カテゴリー区分」。
分類項目は2021年7月時点のもので、ジャンル名・カテゴリ・対象読者の性別・ビークル・雑誌発行社の順に並べてある。なお、ティーンズは19歳以下、ヤングは20-24歳、ヤングアダルトは25-39歳、ミドルエイジは40-59歳、シニアは60歳以上を対象の目安とされている。
- 総合月刊誌
- 一般週刊誌
- 写真週刊誌
- 女性週刊誌
- 男性ヤング誌
- 男性ヤングアダルト誌
- 男性ミドルエイジ誌
- 女性ティーンズ誌
- 女性ヤング誌
- 女性ヤングアダルト誌
- 女性ミドルエイジ誌
- 女性シニア誌
- ビジネス・マネー誌
- モノ・トレンド情報誌
- スポーツ誌
- 自動車誌
- オートバイ誌
- パソコン・コンピュータ誌
- 生活実用情報誌
- 食・グルメ情報誌
- ナチュラルライフ誌
- ビューティコスメ誌
- マタニティ子育て誌
- 健康誌
- ブライダル情報誌
- 旅行・レジャー誌
- エリア情報誌
- 文芸・歴史誌
- テレビ情報誌
- エンターテインメント情報誌
- ゲーム・アニメ情報誌
- 少年向けコミック誌
- 男性向けコミック誌
- 少女向けコミック誌
- 女性向けコミック誌
- 車内・機内・会員誌
- フリーマガジン
- 建築・住宅誌
- 業界・技術専門誌
- 介護
- 子供誌
- アウトドア
- 住（インテリア・エクステリア・雑貨）
- 手作り
- 園芸
- ペット
- 時計
- きもの
- 美容（技術者）
- カメラ
- 自然科学
- アート・デザイン
- クロスワードパズル
- ホビー
- ギャンブル・ロト
- 語学
- 教養
- 教育（一般）
- 教育（実務者）
- 時刻表
- 年鑑
- ムック

上記以外にも、様々な分野・年齢に向けた雑誌が存在する。

## 流通
小売店販売が最も一般的な流通方法である。宅配販売やデジタル販売といった方法もとられる。

### 小売店販売
取次を通して書店や駅売店、コンビニエンスストアなどで販売される一般的な流通方法である。この場合は雑誌コードの取得が不可欠だが入手が難しい。
刊行の間隔が短いものほど出版社への返品期限も短い傾向があるため、書店の棚に並ぶ日数は短くなる。雑誌によっては特約店や一部の書店で常備している場合もあり、書店在庫が数冊しかない場合には返品期限を過ぎても返品せずそのまま売り切るケースもあるが、それ以外での書店では過去に刊行された号（バックナンバー）の入手は難しい。また、いわゆるオンライン書店では流通システムの関係上バックナンバーは原則として返品せず、在庫を売り切るまで販売するケースが多い。
ヨーロッパでは、書店の他に雑誌と新聞のみを扱う専門店がある。一部、ペーパーバックも置いていたりする。新聞・雑誌店という類のもの。

### 宅配販売
専門的な分野の雑誌は、契約制で企業や個人宅に直接配送するものがある。専門的でなくても読者の便宜を配慮して、定期購読契約すれば宅配してくれる場合が多い。
小売販売と宅配を両方する雑誌が多いが、宅配専門の雑誌も存在する。小売販売と宅配を両方する雑誌の場合、定期購読契約すると送料が無料になり、さらにおまけなどの特典をくれる場合もある。
書籍や雑誌は、日本の文化政策の一環として郵便料金が安く抑えられており（ゆうメール）、特に第3種郵便に指定された定期刊行物の郵便料金は安い。学術刊行物（学会誌）の場合は第4種郵便としてさらに安い料金で送ることができる。郵便局以外の民間の宅配便業者でも、メール便の大口割引などで、比較的安い値段で宅配することができる。

### デジタル販売
これまでの紙の流通に加え、電子書籍の一種であるデジタル雑誌（aka 電子雑誌、デジタルマガジン）の発行が日本でも始まった。記事単位での販売や紹介ではなく、表紙から裏表紙までまるごと記事、広告ともに見せる形態である。これらデジタル雑誌はその特性を用いて、雑誌内が検索できたり、動画をみせたり、編集ページや広告ページからホームページへのリンクを飛ばしたりするなどの工夫がされているものもある。
2006年には主婦の友社が紙では休刊した『ef』を『デジタルef』としてデジタル版のみで発行。2007年初旬には『ニューズウィーク日本版』や『R25』がデジタル版での流通を本格的に開始している。 ここにきて、他にも多くの雑誌（フリーペーパー含む）がデジタル雑誌として発売や発行され始めている。
米国では2002年ごろからデジタル雑誌での販売が始まっていて、新たな流通手段として定着している。

## 広告
読者の購入によって出版社が得る販売代金の他に、特に近年においては広告料金の比率が高まっている。有名雑誌のカラー広告の出稿料金にはページ単価が200万円を超えるものもあり、広告媒体としての存在感が増す一方で、スポンサーを向いた誌面作りの傾向が強まることなどの弊害もある。
純粋な広告の他に、スポンサーとのタイアップ記事、広告企画記事が掲載されることもある。本文記事と区別するために広告であることが明記されたり、該当記事のみページ数を省いて印刷することもある。
雑誌広告は、より高い効果を期待して、当該雑誌の主な購読者層をターゲットにしたものとなる場合がほとんどである。とりわけ、一部の専門分野を対象にした雑誌では、一般の小売店では入手しづらい商品の通信販売を行う業者の広告が多く掲載される。そのため「広告も情報のうち」として、広告の多い雑誌が重宝がられる雑誌も一部存在する。一例を挙げると、電気回路（エレクトロニクス）関連の専門誌の場合、半分以上が電子部品や工具などの広告で占められている。

## 読者投稿欄の役割
雑誌は読者からの投稿欄を設けているところが多い。商業的な理由から相応な質を担保するために編集部の選別を通ったものが掲載される。このことが読者に一定水準以上の文章を書かなければいけないという規範を植えつけ、知的水準の底上げに役立つと言われる。

## 雑誌の単行本化とバックナンバー
雑誌の過去号はバックナンバー (back number) とよばれる。一般に発売から1年以上たったバックナンバーは入手が困難になるとされる。
雑誌に掲載された記事や作品（小説・漫画など）は書籍化されることもあるが、雑誌の内容全体に比してごく一部である。このため雑誌のバックナンバーが読書・鑑賞や収集の対象になることもある。古書店の中には特定のジャンルの雑誌バックナンバーを専門または品揃えの一部として扱う店もあるほか、インターネットオークションやフリマアプリなどを介して個人間で売買されることがある。
バックナンバーを閲覧できる場としては、雑誌専門図書館の大宅壮一文庫（東京都世田谷区）。同様な雑誌専門図書館であった「六月社」（東京都新宿区）は2018年6月10日で閉館となった。
なおバックナンバーという語はいわゆる和製英語のひとつとされることもあるが、雑誌の過去号を意味するback numberという英語表現自体は存在することからこれを疑問視する見方もある（ただし英語ではback issueという表現が一般的とされる）。